# Conus mus
Espèce
Statut de conservation UICN

 LC  : Préoccupation mineure
Conus mus est une espèce de mollusques gastéropodes marins de la famille des Conidae.
Comme toutes les espèces du genre Conus, ces escargots sont prédateurs et venimeux. Ils sont capables de « piquer » les humains et doivent donc être manipulés avec précaution, voire pas du tout.

## Distribution
Cette espèce d'eau peu profonde est présente dans la mer des Caraïbes et le golfe du Mexique ; dans l'Atlantique Ouest, de la Caroline du Nord, États-Unis et des Bermudes au Venezuela, y compris la chaîne d'îles des Caraïbes orientales, et la Barbade.

### Niveau de risque d’extinction de l’espèce
Selon l'analyse de l'UICN réalisée en 2011 pour la définition du niveau de risque d'extinction, cette espèce est largement distribuée et il n'y a pas de menaces connues. Cette espèce est classée comme étant de préoccupation mineure.

## Taxonomie

### Publication originale
L'espèce Conus mus a été décrite pour la première fois en 1792 par le conchyliologiste danois Christian Hee Hwass dans « Encyclopédie méthodique ou par ordre de matières Histoire naturelle des vers - volume 1 » écrite par le naturaliste français Jean-Guillaume Bruguière (1750-1798),.

### Synonymes
- Conus (Monteiroconus) mus Hwass, 1792 · appellation alternative
- Gladioconus mus (Hwass, 1792) · non accepté